# Montuherkhepshef (figlio di Ramses IX)
Montuherkhepshef (fl. XII secolo a.C.) è stato un principe egizio della XX dinastia.
| mn · n · V13 | D2 · Z1 | F24 · f |

| mn · n · V13 | D2 · Z1 | F24 · f |

Fu figlio del faraone Ramses IX (1129-1111 a.C., oppure 1125-1107 a.C.) e fratello di Ramses X e del principe Nebmaatra, Sommo sacerdote di Ptah a Eliopoli. Compare anche col nome di Ramses-Montuherkhepshef ("Nato da Ra, Montu è col suo forte braccio").
I suoi titoli erano: "Primo figlio del re, del suo corpo", "Figlio più anziano del suo corpo", Generalissimo, "Capo esecutivo delle Due Terre".
Fu sepolto nella tomba KV19 della Valle dei Re, originariamente edificata per Ramses VIII.